# Sybra zebra
Sybra zebra là một loài bọ cánh cứng trong họ Cerambycidae.